# Tenor (zangstem)
Een tenor (uit het Latijn, van tenere 'vasthouden', hij die de melodie voert) is een hoge mannelijke zangstem in de muziek, en eveneens de derde stem in de vierstemmige muzikale harmonieleer. Tevens is 'tenor' de aanduiding van een zanger met een tenorstem.

## Vocaal
De typische betekenis van vasthouden is afkomstig uit de middeleeuwse Ars Nova, waar alle overige stemmen in de polyfonie dienden te consoneren met de tenor, terwijl zij onderling vrijelijk mochten dissoneren. De tenor zong de cantus firmus en hield deze melodie "vast", terwijl de andere stemmen contrapuntisch die melodie omspeelden (melodie en tegenmelodie).
De deelbereiken van de tenor, naar typische dramaturgische benutting in de opera, zijn onder andere:
- Tenor buffo voor een komische rol (ook wel trial genoemd, naar de 18e-eeuwse Franse operazanger Antoine Trial)
- Tenore di forza (letterlijk: 'kracht-tenor') of heldentenor, bijvoorbeeld de rol van Siegfried in Der Ring des Nibelungen van Richard Wagner
- Tenore lirico, lyrische tenor, bijvoorbeeld Belmonte in Die Entführung aus dem Serail van Wolfgang Amadeus Mozart
- Tenore spinto, bijvoorbeeld Cavaradossi in Tosca van Giacomo Puccini

Bekende tenoren zijn of waren: Enrico Caruso, Jussi Björling, Giuseppe di Stefano, Franco Corelli, Carlo Bergonzi, Mario del Monaco. Verder Luciano Pavarotti, José Carreras en Plácido Domingo (samen lang bekend als de drie tenoren), Andrea Bocelli, Mario Lanza, Elvis Presley, Beniamino Gigli, Wolfgang Windgassen, Lauritz Melchior, Jonas Kaufmann, David Miller, Pavol Breslik.

## Instrumentaal
Tenor duidt ook vaak een variant van een muziekinstrument aan met een vergelijkbaar tonaal bereik, bijvoorbeeld: tenorsaxofoon en tenorblokfluit.